# Tomaz Correia
Tomaz Guilherme Correia (Granja, 3 de fevereiro de 1950) é um advogado e político brasileiro. Filiado ao PMDB, foi eleito deputado estadual em 1982 e vice-prefeito de Porto Velho em 1985. Foi efetivado em maio de 1986, quando Jerônimo Santana renunciou para concorrer ao governo do estado. Após deixar a prefeitura, foi candidato a deputado estadual pelo PTB em 1990, mas obteve apenas a suplência. Retornou ao PMDB e disputou novamente o cargo em 1994 e 1998, mas figurou de novo como suplente. Em 2002, foi eleito primeiro suplente do senador Valdir Raupp. Já em 2010, foi reeleito novamente como primeiro suplente do senador Valdir Raupp.